# Michael Griffin
Dr. Michael Douglas Griffin (født 1. november 1949 i Aberdeen, Maryland) var administrator for NASA fra 13. april 2005 til 20. januar 2009.
Som tidligere chef for det amerikanske rumprogram havde Griffin ansvaret for Constellation-programmet, redningen af rumteleskopet Hubble og NASAs rolle i forståelsen af de globale klimaforandringer. Han har også tidligere arbejdet for NASA som administator for udforskning. Da han blev udpeget som chef for NASA arbejde han som leder for ruminstituttet på Johns Hopkins Universitetets afdeling for anvendt fysik i Laurel, Maryland.
Dr. Griffins udnævnelse til leder af NASA betød et markant skifte i organisationens fokus.
I en FBI-undersøgelse om magtmisbrug af Robert Cobb som NASA Inspector General har Griffens rolle givet anledning til spørgsmål 

 .